# Orbicella annularis
Orbicella annularis ist eine Steinkoralle, die in der Karibik, im tropischen westlichen Atlantik von Florida bis Kolumbien vorkommt. In der Karibik ist sie eine der wichtigsten riffbildenden Korallen.

## Merkmale
Ihre Wuchsform ihrer Kolonien ist abhängig von der Strömung und von der Wassertiefe. Sie wachsen im Flachwasser massiv und bilden kleine Kuppeln, in tieferem Wasser, bis 80 Meter, wachsen sie flach und breit und können sich schindelförmig überlappen. Die Koralliten sind kleiner als bei Montastraea cavernosa und konisch geformt, die einen Durchmesser von einem Zentimeter erreichenden Polypen sind nachtaktiv. Tagsüber sind die Koralliten dick mit aufgepumpten Korallengewebe überzogen, die Tentakel sind eingezogen. Die Zwischenräume zwischen den Polypen sind immer deutlich zu sehen. Die Farbe variiert und kann braun, rotbraun, grau, grün oder beige sein. Die kleinen Hechtschleimfische Acanthemblemaria maria und Emblemaria pandionis leben manchmal in Löcher der Orbicella annularis-Kolonien.

## Systematik
Orbicella annularis wurde in der traditionellen Steinkorallensystematik in die Familie Faviidae gestellt, die heute nur noch „Hirnkorallen“ aus dem tropischen Atlantik umfasst. Heute gehört sie zur Familie Merulinidae. Montastraea annularis ist ein Synonym von Orbicella annularis.

## Belege
1. ↑  Hoeksema, B. W.; Cairns, S. (2023). World List of Scleractinia. Orbicella annularis (Ellis & Solander, 1786). World Register of Marine Species